# Amt Billigheim
Das Amt Billigheim war eine während der napoleonischen Zeit von 1810 bis 1813 bestehende Verwaltungseinheit im Norden des Großherzogtums Baden.

## Geschichte

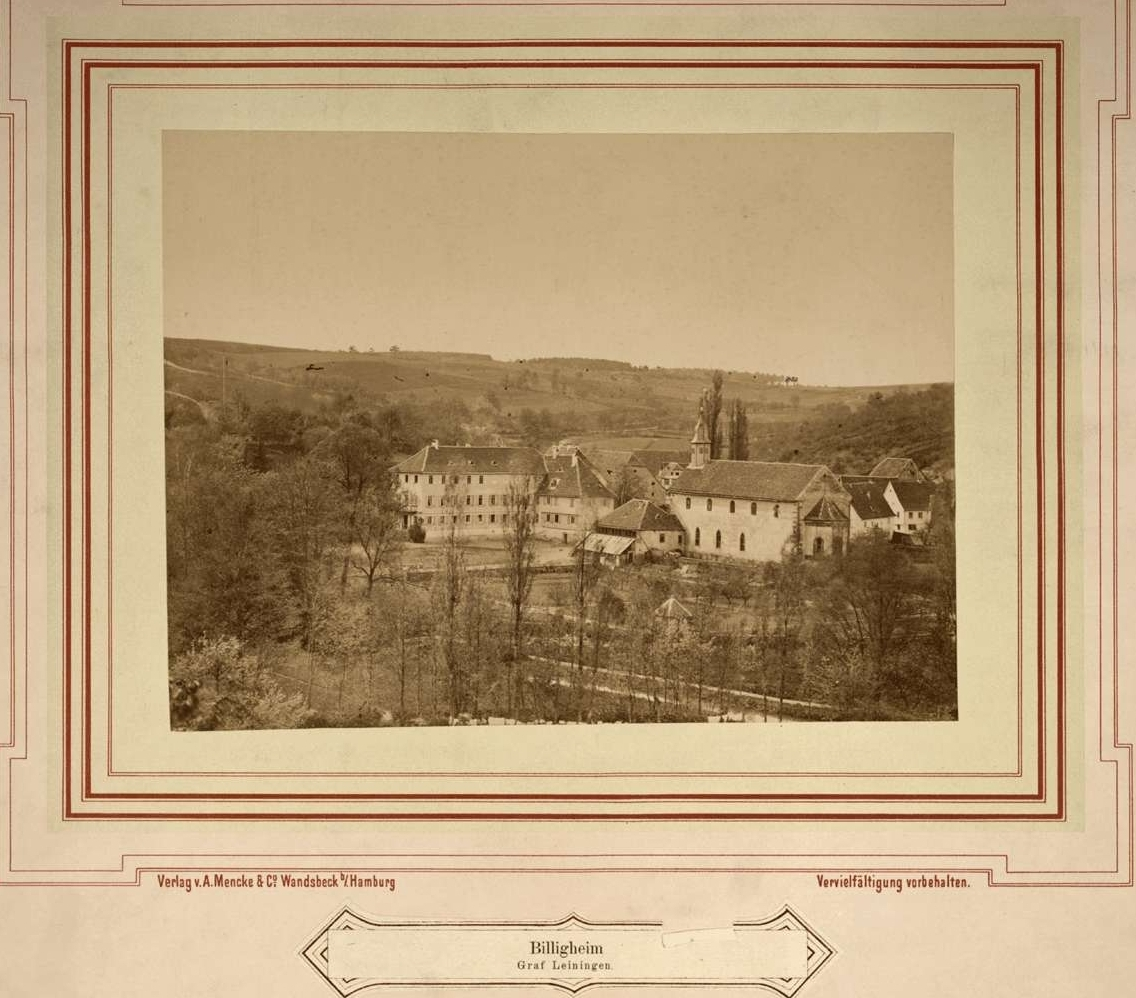
Leiningsches Schloss in Billigheim

Vor Inkrafttreten der Bestimmungen des Reichsdeputationshauptschlusses 1803 hatte das im Bauland gelegene Billigheim unter der kirchlichen Herrschaft von Kurmainz gestanden und war seit der Mitte des 17. Jahrhunderts Sitz einer Kellerei. Der Ort gehörte anschließend einer gräflichen Nebenlinie des Hauses Leiningen, bis sie in Umsetzung der Rheinbundakte 1806 mediatisiert und der badischen Landeshoheit unterstellt wurde.
Im Sommer 1807 wurde das standesherrliche Amt Neudenau errichtet, dem Billigheim zugeteilt wurde. 1810 wurde dessen Norden als Amt Billigheim ausgegliedert. Ihm gehörten auch die Orte Schmelzenhof, Allfeld (mit mehreren Gehöften), Katzental und Mühlbach an. Im Rahmen der Verwaltungsgliederung Badens zählte das Amt zum Main- und Tauberkreis.
Im Sommer 1813 wurde das Amt Billigheim aufgelöst und dem Zweiten Landamt Mosbach zugeteilt.

## Spätere Entwicklung
Mosbach blieb weiterhin Sitz der überörtlichen Verwaltung, Die Orte kamen dementsprechend über das Bezirksamt zum Landkreis Mosbach. Seit der Kreisreform 1973 zählen sie zum Neckar-Odenwald-Kreis.